# Баланды 2
Мавзолей Баланды 2 — погребальное сооружение апасиаков (водных саков), архитектурный памятник IV—II веков до н. э. Расположен в урочище Баланды в 15 км к юго-западу от села Куандарья Кармакчинского района Кызылординской области Казахстана. Был обнаружен в 1960 году Хорезмской археолого-этнографической экспедицией. Автор мавзолея неизвестен.
Сооружение в плане круглое, сложено в нижней части из пахсы, в верхней — из сырцового кирпича. Вход расположен с южной стороны. Наружные стены обработаны в виде треугольных лопаток. Внутри здания расположено центральное цилиндрическое помещение диаметром 5 м, перекрытие которого в сохранившейся части представляет ложный свод. Помещение, по всей видимости, имело культовое назначение. По сторонам от него по кругу располагались погребальные помещения, которые в плане представляли собой части секторов, разграничивающиеся радиальными стенками с арочными проёмами. Погребальные камеры имели сводчатые перекрытия. Диаметр сооружения — 16 м, сохранившаяся высота — 4,5 м.
В 1982 году мавзолей Баланды 2 был включен в список памятников истории и культуры республиканского значения и находится под охраной государства.